# Black Sheep Brewery plc

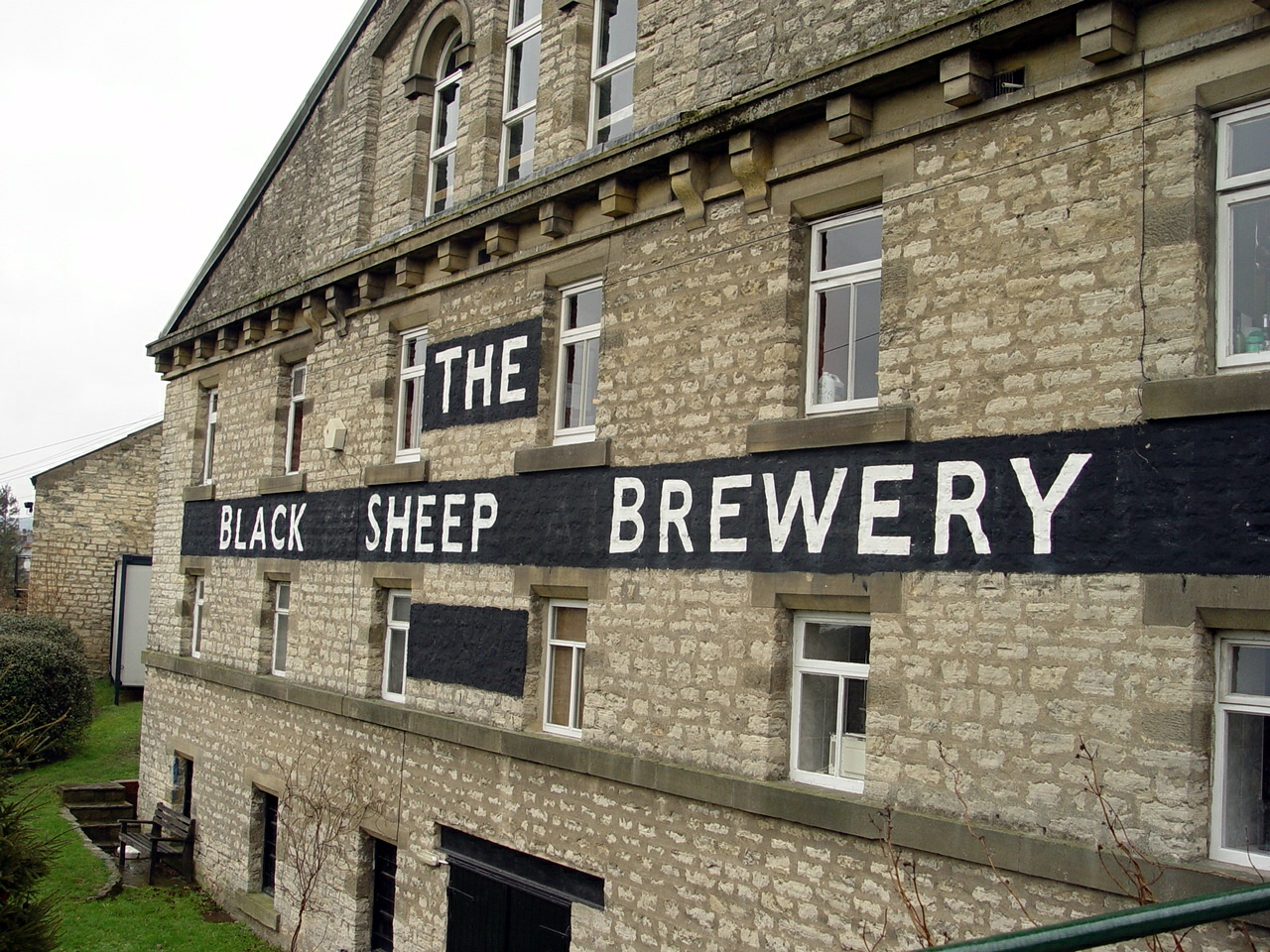
Black Sheep bryggeri

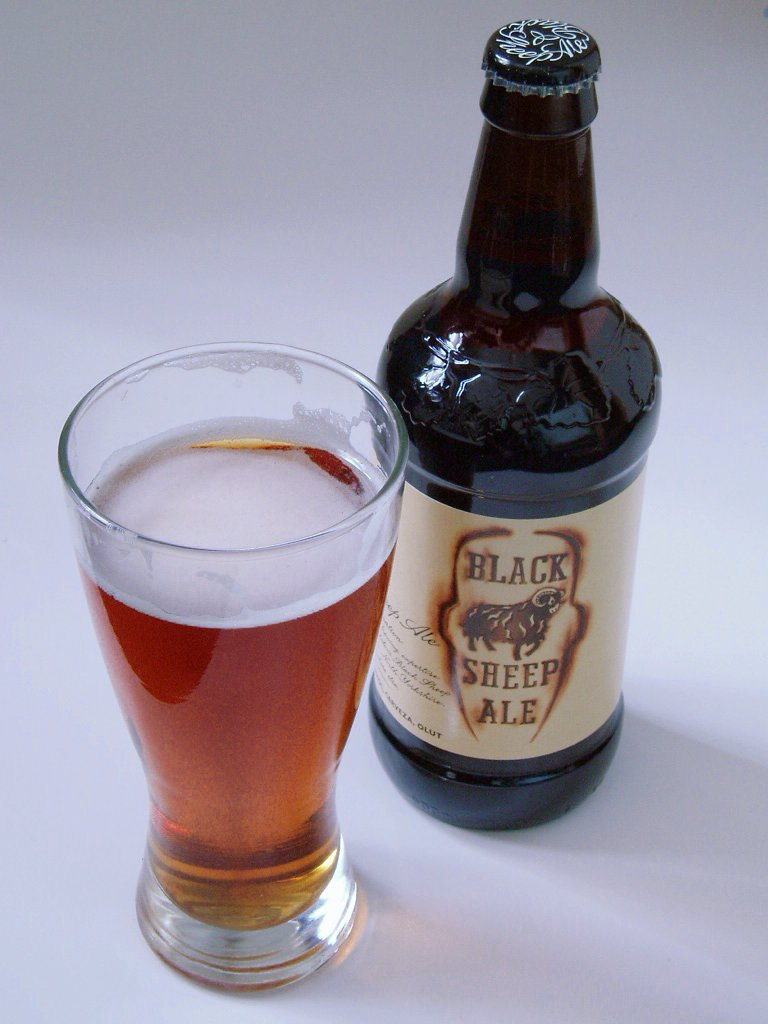
En flaska Ale från Black Sheep.

Black Sheep Brewery plc är ett bryggeri i Masham, North Yorkshire, Storbritannien. Bryggeriet invigdes 1992.

## Exempel på varumärken
- Best Bitter
- Emmerdale Ale
- Riggwelter